# Koto Ranah (Kabun)
Koto Ranah is een bestuurslaag in het regentschap Rokan Hulu van de provincie Riau, Indonesië. Koto Ranah telt 1206 inwoners (volkstelling 2010).